# Arthur Breckon
Arthur Ninnis Breckon (24. února 1887 Hamilton – 4. září 1965 Auckland) byl fotožurnalista narozený na Novém Zélandu.

## Životopis
Breckon byl prvním z Nového Zélandu, kdo publikoval v časopisu Life Magazine svou fotografií ještěrky tuatary.
Breckon začal svou kariéru studiem u H. E. Gaze v roce 1904 a nakonec byl na více než dvacet let jmenován hlavním fotografem The Weekly News and The New Zealand Herald. Breckonova novinářská fotografie zachytila konflikt a napětí přítomné na počátku 20. století na Novém Zélandu. Nejpozoruhodněji Breckon zachytil policejní útok na Maungapohatu v dubnu 1916. Tato událost skončila tím, že se Rua Kenana a někteří z jeho následovníků dostali před soud za pobuřování. V té době byl jediným přítomným fotografem.
Dalším důležitým okamžikem, který Breckon zachytil na fotografiích, byla expedice Douglase Mawsona na subarktické ostrovy Macquarie. Posádce došly zásoby potravin, takže byla vyslána záchranná mise. Tato mise, které byl Breckon součástí, narazila na vlastní potíže, když se jejich přistávací člun převrhl během příboje. Breckon a tým se snažili pohybovat v ledové studené vodě, aby se nakonec dostali k Mawsonovým mužům. Breckonovy fotografie zachytily velkou část přírody na ostrovech.
Dalšími čestnými uznáními v Breckonově tvorbě byly jeho fotografie místa ztroskotání SS Wiltshire v oblasti Great Barrier v roce 1922 a obrázky zemětřesení v Napieru.
Breckon také fotografoval první a druhé novozélandské expediční síly před jejich nasazením do války.
David Eggleton popisuje: „Breckonova reportáž na místě byla demonstrací fotografie jako formy sociální kontroly, která slouží k izolaci, klasifikaci a dokumentování anomálního chování pro každého.“